# Ernst Daniel Adami

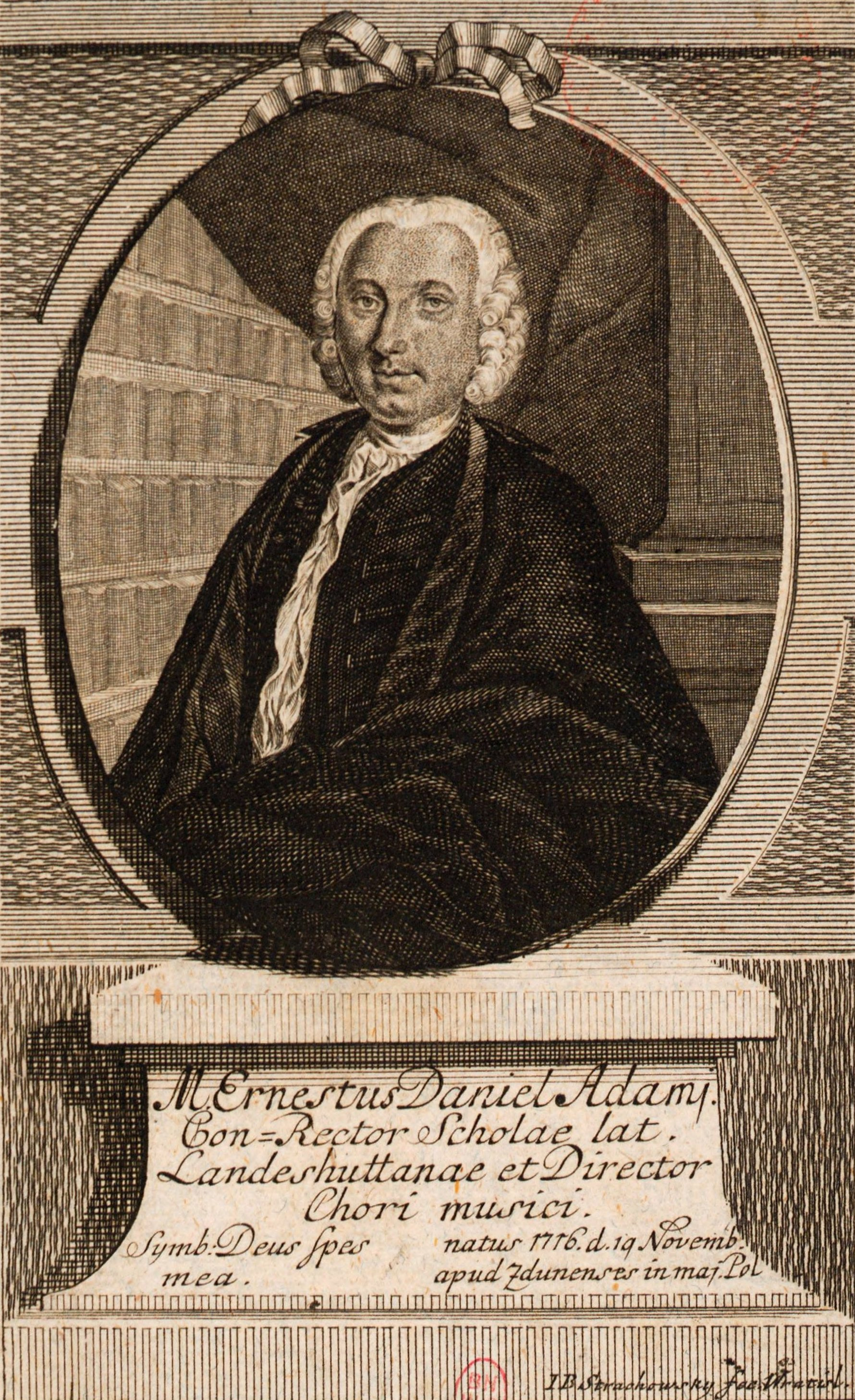
Ernst Daniel Adami (Stich von Johann Bartholomäus Strahowsky)

Ernst Daniel Adami (* 19. November 1716 in Zduny, Landkreis Krotoschin; † 29. Juni 1795 in Pommerwitz bei Neustadt in Oberschlesien) war ein deutscher Kapellmeister, Organist, Musikpädagoge, Schriftsteller, Chordirektor, Lehrer und evangelischer Theologe.

## Leben
Adamis Vater hatte für seinen Sohn einen Handwerksberuf vorgesehen, der Sohn fühlte sich jedoch zu Literatur und Musik hingezogen. Nach erstem privatem Musikunterricht kam er an ein Gymnasium nach Thorn, in dessen Chor er sang. Nach Schulabschluss kam er auf Empfehlung als Erzieher des Sohnes des Grafen von Dohna-Wartenberg-Leistnau in dessen Dienste. Nach Stationen in Straßburg und Königsberg ging Adami 1738 als Student der Theologie an die Universität Jena, wo er um 1740 den Titel eines Magister artium erhielt, und ging im folgenden Jahr wieder zurück nach Zduny. 1743 wurde Adami musikalischer Leiter der Lateinschule in Landeshut. Er behielt diese Stellung bis zu seinem Weggang 1757, da er in jenem Jahr eine Pfarrstelle in Sorge annahm. Am 18. August 1760 heiratete Adami in Zduny Anna Rosina Predel. Nachkommen aus dieser Ehe sind keine bekannt. Nach mehreren Pfarrstationen ging Adami 1763 nach Pommerwitz, wo er bis zu seinem Tode blieb.

## Werk

### Musik
Adami hat mehrere musische Werke hinterlassen.
- Vernünftige Gedanken über den dreifachen Widerschall vom Eingange des Adersbachischen Steinwaldes im Königreich Böhmen aus dem Jahre 1750
- Philosophisch-musikalische Abhandlung über das göttlich Schöne der Gesangsweise in geistlichen Liedern bei öffentlichem Gottesdienste, Meyer, Breslau, 1755 OCLC 1060608826[Digitalisat 1]
- Mich fliehen alle Freuden, Variationen für zwei Flöten RISM ID: 170000110

Darüber hinaus hat Adami auch mehrere Kantaten verfasst.

### Orts- und Landeskunde
Des Weiteren veröffentlichte Adami auch geschichtliche Abhandlungen über seine schlesische Heimat, insbesondere Landeshut, so z. B.:
- 1751: „Unvorgreifliche Gedancken über die ehmahlige Hut auf dem so genandten Burg-Berge bey Landeshut in Schlesien, und was sonst auf demselben beträchtliches von Alterthümern vorkommt …“[2]
- 1753: „De Eruditis Landeshutta oriundis: oder das gelehrte Landeshut in Schlesien; das ist umständliche Lebens-Beschreibungen gelehrter Landeshütter, die aus dessen Weichbilde entsprungen und sich durch ihre Verdienste auser und in dem Vaterlande bekannt gemacht, und noch mit ihrem Fleiße hervorthun; aus verschiedenen glaubwürdigen Urkunden als einen Beytrag zur Schlesischen gelehrten Geschichte zusammen getragen“
- 1753: „Versuch einer Religions-Geschichte von Landeshut in Schlesien … bis 1635“
- 1756: „Freye Gedanken über das Seltne und Betrachtungs würdige an einem zu Landeshutt 1755 gefällten Buchen-Baum mit welchen die physicalische Mögligkeit deßselben aus sichren Gründen der Natur Wißenschafft darstellet“

## Digitalisate
1. ↑  Philosophisch-musikalische Abhandlung über das göttlich Schöne der Gesangsweise in geistlichen Liedern bei öffentlichem Gottesdienste  als Digitalisat bei RosDok der Universität Rostock

| Personendaten    | Personendaten |
| ---------------- | --- |
| NAME             | Adami, Ernst Daniel                                                                                               |
| KURZBESCHREIBUNG | deutscher Kapellmeister, Organist, Musikpädagoge, Schriftsteller, Chordirektor, Lehrer und evangelischer Theologe |
| GEBURTSDATUM     | 19. November 1716                                                                                                 |
| GEBURTSORT       | Zduny, Landkreis Krotoschin                                                                                       |
| STERBEDATUM      | 29. Juni 1795 |
| STERBEORT        | Pommerwitz bei Neustadt in Oberschlesien                                                                          |

1. ↑  FamilySearch International
2. ↑  Unvorgreifliche Gedancken über die ehmahlige Hut … in der Herzog August Bibliothek Wolfenbüttel